# Il valzer del pesce freccia
Il valzer del pesce freccia (Arizona Dream) è un film del 1993 diretto da Emir Kusturica e vincitore dell'Orso d'argento, gran premio della giuria al quarantaduesimo Festival internazionale del cinema di Berlino.

## Trama
Axel Blackmar, tenero, innocente, malinconico e buffo è un ragazzo che, dopo la morte dei genitori, si è trasferito a New York dove lavora al dipartimento per la pesca e la caccia. In occasione del matrimonio di suo zio Leo, Axel torna in Arizona per fare da testimone alle nozze. Inizialmente ansioso di ritornare a New York, il ragazzo cambia idea nel momento in cui incontra Elaine, una stravagante vedova che ha ucciso suo marito e che vive con la giovane e nevrotica figlia Grace.
Axel si trova diviso tra i diversi desideri di Leo, che sogna di arrampicarsi fino alla Luna grazie a una montagna di Cadillac, di Elaine, che desidera volare, di Grace, che vorrebbe reincarnarsi in una tartaruga, e di Paul, che sogna di diventare un attore interpretando film che odia, mentre il suo sogno è quello di vivere in Alaska, dove un eschimese riesce a pescare un halibut per la sua famiglia. Ma, affinché alcuni sogni sopravvivano, altri sono costretti a morire.

## Temi trattati e simbologia
Il film tratta principalmente i seguenti temi:
- il non voler diventare adulti perché comporta troppi sacrifici, responsabilità e delusioni
- la felicità, l'innocenza, la spensieratezza, l'ingenuità tipica dell'infanzia.
- il rifugiarsi nel mondo dei sogni per non dover affrontare la crudele realtà, i problemi della vita adulta, primo fra tutti la morte.
- il sogno come unico modo per sopportare il male di vivere
- l'illusione; ne sono esempi le assurde ambizioni di Paul che vuole diventare un attore famoso e di Leo che vorrebbe raggiungere la luna accatastando Cadillac una sopra l'altra.
- la morte come unico modo per compiere il salto dall'infanzia all'età adulta attraverso un percorso di maturazione (simboleggiato dal pesce "volante").

## Riferimenti ad altre pellicole
- Quando Axel e Paul sono al cinema, dove si sta proiettando Toro scatenato di Martin Scorsese, Paul sale sul palco davanti allo schermo e recita le battute del film in contemporanea agli attori.
- Durante l'ora del dilettante, Paul interpreta la famosa scena dell'inseguimento dell'aeroplano nei campi del film Intrigo internazionale di Alfred Hitchcock, interpretando Cary Grant. Cita il medesimo film anche nel raccontare il modo in cui vorrebbe morire.
- Paul recita le battute a memoria, contemporaneamente agli attori, mentre guarda in televisione Il padrino - Parte II.

## Riconoscimenti
- 1993 - Festival di Berlino
  - Orso d'argento